# Freden i Prag (1635)
För freden mellan Preussen och Österrike år 1866, se Pragfreden.
Freden i Prag var en fred som slöts under Trettioåriga kriget den 30 maj 1635 mellan den tysk-romerske kejsaren och representanter för den katolska ligan och kurfurstendömet Sachsen.
Den kejserlige fältherren Wallenstein inledde redan år 1633 fredsförhandlingar, men dessa avvisades av kurfurstarna i Brandenburg och Sachsen. Efter mordet på Wallenstein i februari 1634 gjordes nya fredsförsök och i november samma år slöt kejsaren och Sachsen vapenstillestånd i Pirna och fred slöts i maj 1635. Brandenburg och de protestantiska länderna i den Niedersachsinska kretsen anslöt sig snart till freden.
Nästan samtliga tyska ständer anslöt sig till freden, som innebar följande:
- De områden som varit protestantiska eller katolska den 12 november 1627 skulle behålla sin trosinriktning
- En gemensam rikshär skulle bildas
- Bayern övertog Pfalz status som kurfurstendöme
- Sachsen förvärvade Lausitz från Böhmen
- Alla särförbund inom riket - både den katolska ligan och det protestantiska Heilbronnförbundet - skulle upplösas
- Amnesti för dem som burit vapen mot kejsaren

En förutsättning för freden var att alla främmande makter skulle lämna Tyskland, något som Sverige vägrade göra, då man ansåg sig ha rätt till kompensation för krigsåren. Frankrike kunde inte acceptera att viktiga områden vid Rhen kom under kontroll av Habsburgs spanska och österrikiska grenar. Dessutom var det vissa tyska parter som inte anslöt sig till freden och alla kalvinister var uteslutna.
Pragfredens svaghet var att den byggde på tron att kriget var ett tyskt inbördeskrig, fast det i själva verket var alleuropeiskt. Kriget tog inte slut, utan det tog förnyad fart genom den fransk-svenska alliansen. Trettioåriga kriget kom att vara fram till Westfaliska freden år 1648.